# Xyris trachysperma
Xyris trachysperma là một loài thực vật hạt kín trong họ Hoàng đầu. Loài này được Kral & Duiv. miêu tả khoa học đầu tiên năm 1993.